# Bernardo Silva
Bernardo Mota Veiga de Carvalho e Silva (Lisszabon, 1994. augusztus 10. –) portugál válogatott labdarúgó, jelenleg a Manchester City játékosa. Irányító vagy szélső középpályás posztokon bevethető.

## Pályafutása

### Benfica
Bernardo Silva a Benfica utánpótlás akadémiájának a növendéke, a 2012-13-as szezonban országos junior bajnoki címet szerzett a lisszaboniak ifjúsági csapatának tagjaként. A felnőttek között 2013. október 19-én, 19 évesen debütált az alacsonyabb osztályú Cinfães 1-0-ra megnyert kupamérkőzésen, ahol kezdőként 80 percet játszott. Bajnoki mérkőzésen a 2013-14-es idényben mutatkozott be egy Trofense elleni bajnokin. A Segunda Ligában az év játékosának választották, emellett tagja volt a Benfica triplázó első csapatának is. 

### AS Monaco

#### 2014-15-ös szezon
2014. augusztus 7-én egy évre a francia AS Monacóhoz került kölcsönbe. Augusztus 17-én mutatkozott be új klubjában, Lucas Ocampost váltotta a második félidőben. Szeptember 21-én a Guingamp elleni bajnokin először volt kezdő. December 14-én győztes gólt szerzett a Olympique Marseille elleni rangadón. 
2015. január 20-án a Benfica bejelentette, hogy Silva játékjogát 15 750 000 euróért végleg eladta a francia csapatnak, akikhez a középpályás 2019. június 30-ig írt alá. Április 10-én duplázott a Caen elleni idegenbeli 3–0-s siker során.

#### 2016-17-es szezon
2016. október 18-án Silva fontos egyenlítő gólt szerzett az orosz CSZKA Moszkva elleni 1-1-es BL-csoportmérkőzésen a 87. percben, aminek nagy jelentősége volt, hogy a Monaco csoportgyőztesként jutott a legjobb 16 csapat közé. 2017. január 15-én kétszer talált be a Marseille-nek, a 4-1-es győzelemmel pedig a Monaco a bajnoki tabella élére állt. Január 29-én egyenlítő gólt szerzett a regnáló bajnok Paris Saint-Germain ellen a mérkőzés 92. percében a Parc des Princesben.

### Manchester City
2017. május 26-án hivatalosan is bejelentették, hogy miután sikeresen átesett az orvosi vizsgálatokon, július 1-től a Manchester City játékosa lesz.

### A válogatottban
2013-ban részt vett az U19-es Európa-bajnokságon, ahol az elődöntőig jutottak, Silvát pedig beválasztották a torna álomcsapatába. 2015. március 21-én bemutatkozhatott a portugál válogatottban, egy Zöld-foki Köztársaság elleni barátságos mérkőzésen Estroilban. Ez év júniusában ezüstérmet szerzett az U21-es Európa-bajnokságon, ahol a németek elleni elődöntőben ő szerezte csapata első gólját, és ahol a torna után újfent beválasztották az EB álomcsapatába.
2024. május 21-én Roberto Martínez szövetségi kapitány kihirdette 26 fős Európa-bajnoki keretét, amelyben ő is szerepelt.

## Statisztika

### Klub
2018. május 9-én frissítve
| Klub             | Szezon           | Bajnokság     | Bajnokság | Kupa          | Kupa  | Ligakupa      | Ligakupa | Nemzetközi kupa | Nemzetközi kupa | Összesen      | Összesen |
| Klub             | Szezon           | Pályára lépés | Gólok     | Pályára lépés | Gólok | Pályára lépés | Gólok    | Pályára lépés   | Gólok           | Pályára lépés | Gólok    |
| ---------------- | ---------------- | ------------- | --------- | ------------- | ----- | ------------- | -------- | --------------- | --------------- | ------------- | -------- |
| Benfica B        | 2013–14          | 38            | 7         | —             | —     | —             | —        | —               | —               | 38            | 7        |
| Benfica          | 2013–14          | 1             | 0         | 1             | 0     | 1             | 0        | 0               | 0               | 3             | 0        |
| Összesen         | Összesen         | 39            | 7         | 1             | 0     | 1             | 0        | 0               | 0               | 41            | 7        |
| Monaco (kölcsön) | 2014–15          | 15            | 2         | 1             | 1     | 2             | 0        | 3               | 0               | 21            | 3        |
| Monaco           | 2014–15          | 17            | 7         | 2             | 0     | 1             | 0        | 4               | 0               | 24            | 7        |
| Monaco           | 2015–16          | 32            | 7         | 3             | 0     | 1             | 0        | 8               | 0               | 44            | 7        |
| Monaco           | 2016–17          | 37            | 8         | 3             | 0     | 3             | 0        | 15              | 3               | 58            | 11       |
| Monaco           | Összesen         | 101           | 24        | 9             | 1     | 7             | 0        | 30              | 3               | 147           | 28       |
| Manchester City  | 2017–18          | 34            | 6         | 3             | 1     | 6             | 1        | 9               | 1               | 52            | 9        |
| Karrier összesen | Karrier összesen | 174           | 37        | 12            | 1     | 14            | 1        | 39              | 4               | 240           | 44       |

### Válogatott
2016. október 7-én frissítve
| Válogatott | Év       | Pályára lépés | Gól |
| ---------- | -------- | ------------- | --- |
| Portugália | 2015     | 6             | 0   |
| Portugália | 2016     | 4             | 1   |
| Összesen   | Összesen | 10            | 1   |

## Sikerei, díjai

### Klub
Benfica
- Primeira Liga: 2013–14[25]
- Taça de Portugal: 2013–14[25]
- Taça da Liga: 2013–14[25]

AS Monaco
- League 1: 2016–17

Manchester City
- Premier League: 2017–18, 2018–19, 2020–21, 2021–22, 2022–23
- Angol kupa: 2018–19, 2022–23
- Angol ligakupa: 2017–18, 2018–19, 2019–20, 2020–21
- Angol szuperkupa: 2018, 2019
- UEFA-bajnokok ligája: 2022–23

### Válogatott
Portugália
- U21-es Európa-bajnokság: döntős 2015
- Konföderációs kupa: bronzérmes 2017
- UEFA Nemzetek Ligája – győztes (1): 2019

### Egyéni
- A Portugál másodosztályú bajnokság Év felfedezettje: 2013–14
- A Hónap Játékosa a portugál másodosztályban: 2013. október,[26] 2013. december,[27] 2014. január[28]
- 2013-as U19-es Európa-bajnokság: Az All Star csapat tagja[29]
- 2015-ös U21-es Európa-bajnokság: Az All Star csapat tagja[30]